# 文摘杂志
《文摘杂志》（俄语：Реферативный журнал，羅馬化：Referativny Zhurnal，简称），1953年创刊，由全俄科学技术信息研究所编辑出版，是一份大型的综合性检索刊物。
它收录世界上130多个国家和地区、66种文字出版的科技文献，包括2.2万余种期刊，1万余种图书，6千余种连续出版物，15万件发明证书和专利，以及会议录、科技报告、标准文献等。